# Драгомир Христов
Драгомир Христов, наричан по прякор Миро, е български футболист, вратар. До 1935 г. играе за ФК Цар Борис III, след което преминава в Славия (София).

## Биография
Христов дебютира за Славия (София) в края на сезон 1934/35, когато изиграва един мач в елитното Столично първенство. От следващата кампания вече е основен вратар на „белите“. На 18 октомври 1936 г. е под рамката на вратата във финала на Държавното първенство, спечелен с 2:0 срещу Тича (Варна).
Част от отбора на Славия, който печели титлата в Националната футболна дивизия през сезон 1938/39. Тогава обаче е втори избор на вратата след Райчо Богословов и изиграва само 3 мача. Между 1935 г. и 1940 г. записва общо 43 мача за Славия в Столичното първенство и в Държавното първенство.

## Успехи
Славия (София)
- Държавно първенство –  Шампион: 1936
- Национална дивизия –  Шампион: 1938/39